# Funbo socken
Funbo socken i Uppland ingick i Rasbo härad, uppgick 1967 i Uppsala stad och området ingår sedan 1971 i Uppsala kommun och motsvarar från 2016 Funbo distrikt.
Socknens areal är 59,97 kvadratkilometer varav 56,59 land. År 2000 fanns här 1 633 invånare.  Tätorten Gunsta samt villaområdet Funbo med sockenkyrkan Funbo kyrka ligger i socknen.   

## Administrativ historik
Funbo socken har medeltida ursprung omtalas första gången 1288 ('ecclesie Fundbohæreth', 1316 'in parocha Funbohæreð'). Funbo kyrka är troligen uppförd under slutet av 1100-talet. 
Före 5 februari 1932 var namnet Fundbo socken.
Vid kommunreformen 1862 övergick socknens ansvar för de kyrkliga frågorna till Funbo församling och för de borgerliga frågorna bildades Funbo landskommun. Landskommunen uppgick 1952 i Vaksala landskommun som 1967 uppgick i Uppsala stad som 1971 ombildades till Uppsala kommun. Församlingen uppgick 2010 i Danmark-Funbo församling.
1 januari 2016 inrättades distriktet Funbo, med samma omfattning som församlingen hade 1999/2000.  
Socknen har tillhört län, fögderier, tingslag och domsagor enligt vad som beskrivs i artikeln Rasbo härad. De indelta soldaterna tillhörde Upplands regemente, Rasbo och Uppsala kompanier och Livregementets dragonkår, Livskvadronen och Norra Upplands skvadron.

## Geografi
Funbo socken ligger öster om Uppsala kring Funboån, Funbosjön och sjön Trehörningen. Socknen är i sydväst en slättbygd på Uppsalaslätten och i övrigt en småkuperad skogsbygd.
Socknen genomkorsas av länsväg 282 samt Uppsala-Länna Järnväg.
I Gunsta finns en kriminalvårdsanstalt, Åbyanstalten, och en ungdomsvårdsskola. I Marielund ligger stiftsgården Breidagård

### Hallkveds herrgård
Hallkveds herrgård omtalas redan 1288. Den ligger cirka 1 kilometer nordost om Funbo, invid Funbosjön.
Huvudbyggnaden är byggd i två våningar. Gården har två flyglar, vardera med en våning. De är byggda av reveterat timmer. Taken är brutna. I huvudsak har gården uppförts under 1700-talets slut, men i huvudbyggnaden ingår äldre delar.

### Halmbyboda herrgård
Huvudbyggnaden är utförd i nyrenässans av exklusiv typ. Den byggdes på 1880-talet. Då bodde Ernst Westerlund (Enköpingsdoktorn) på gården. Greve Leo Tolstoy den yngre (son till författaren Leo Tolstoy) gift med Westerlunds dotter Dora drev senare Halmbyboda.

### Marielunds herrgård
Herrgården hette förut Lund. Den blev frälsegods 1411. Huvudbyggnaden är byggd av sten och har två våningar. Ett trapptorn finns. Det byggdes 1631.

## Fornlämningar
Från bronsåldern finns spridda stensättningar och skärvstenshögar. Från järnåldern finns cirka 35 gravfält och åtta fornborgar. Tolv runstenar har påträffats.

Funbo sockenvapen framtaget 2011.

## Namnet
Namnet skrevs på 1000-talet med runor funum och 1288 Fundbohæreth. Namnet är ett bygdenamn som i den ursprungliga efterleden innehåller härad, 'bygd'. Förleden är ursprungligen ett sjö eller ånamn med betydelsen ' den sumpiga'.